# Agrilus zhui
Agrilus zhui (лат.) — вид узкотелых жуков-златок. Название происходит от китайского слова zhui (шип, гребень) по признаку пигидиума брюшка, который выступает в виде длинного шипа.

## Распространение
Китай.

## Описание
Длина тела взрослых насекомых (имаго) 9,6 мм. Отличаются следующими признаками: переднеспинка с явной пронотальной долей; предплечные выступы заходят за половину длины переднеспинки, передний конец соединяется с краевым валиком; апикальный край пигидиума вытянут в остроконечный шип. Тело узкое, основная окраска коричневая. Переднегрудь с воротничком. Боковой край переднеспинки цельный, гладкий. Глаза крупные, почти соприкасаются с переднеспинкой. Личинки развиваются, предположительно, на различных лиственных деревьях. Встречаются с мая по июнь на высотах от 1000 до 1300 м. Вид был впервые описан в 2011 году в ходе ревизии, проведённой канадскими колеоптерологами Эдвардом Йендеком (Eduard Jendek) и Василием Гребенниковым (Оттава, Канада).